# 王士清
王士清（?—?），唐朝将领，王武俊的儿子，王士真的弟弟。
建中三年（782年），王武俊国号赵，以恒州为真定府，命王士真留守兼元帅，以王士清为司武尚书、王士則司文侍郎。成德节度使王武俊归顺朝廷后，攻打魏州，幽州节度使朱滔来救，派马寔、卢南史引回纥、契丹来攻打王武俊、李抱真。朱滔派马寔、卢南史在西结阵，李少成引回纥侧翼。王武俊派遣骑将赵珍提精骑三百抵挡马寔、卢南史，李抱真派王虔休掎角以待。王武俊与王士清抵挡回纥、契丹部落军。魏博节度使田绪归顺朝廷，朱滔回军幽州。贞元六年（790年）五月，王武俊与淄青节度使李纳作战。王武俊派王士清讨伐贝州，夺取了经城等四个县。李纳之子李师古派赵镐拒战，王士清兵先渡商河，王士清营中火起，军士不敢前进。唐德宗遣使者谕旨罢兵。王士清以父勋累加官至殿中少监同正。元和初年，为冀州刺史、御史大夫，封北海郡王，去世。有子王承荣。